# Pilzkonzept

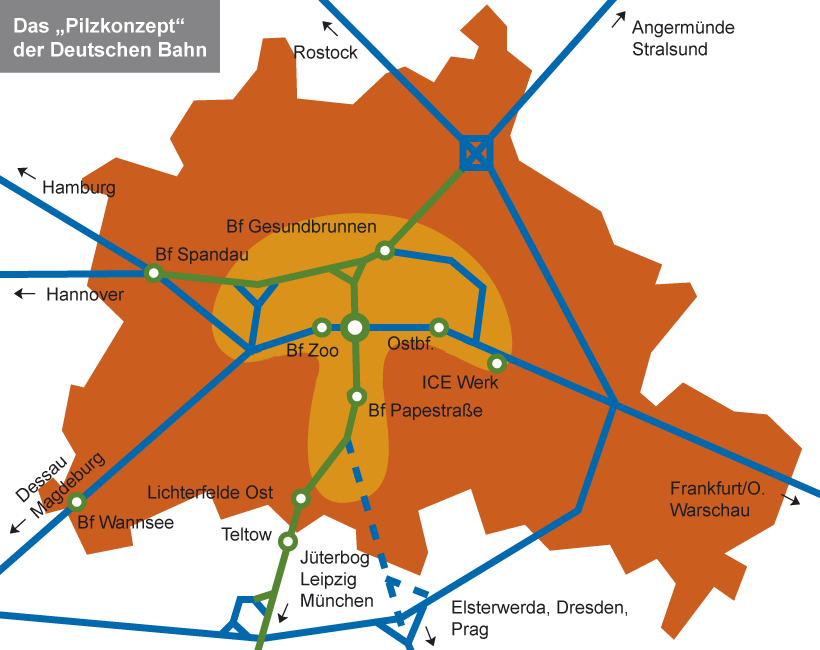
Schematische weergave van het Pilzkonzept ("paddenstoelconcept")

Pilzkonzept (Nederlands: paddenstoelconcept) is de naam van het spoorplan van de Deutsche Bahn voor Berlijn, dat met de opening van Berlin Hauptbahnhof en de nieuwe ondergrondse noord-zuidverbinding op 28 mei 2006 gereedkwam. De term is gekozen omdat de tot het project behorende hoofdlijnen op de kaart samen een paddenstoel vormen. Het Pilzkonzept werd op 15 juli 1992 goedgekeurd door de Bondsregering en dient als oplossing voor de als gevolg van de Berlijnse deling gecompliceerde spoorwegsituatie in de Duitse hoofdstad.

## Achtergrond
Op het grondgebied van Berlijn liggen enkele honderden kilometers spoor en meerdere kleine en grote stations. Het spoorplan legt vast welke route de treinen volgen en op welke stations zij stoppen. In het Pilzkonzept zijn de zeven hoofdlijnen naar Berlijn opgenomen, waarvan de IC en ICE-verbindingen met Hamburg, Hannover, Frankfurt (Oder), Leipzig en Dresden de belangrijkste zijn. Voor de ontwikkeling van het Pilzkonzept waren de volgende doelen gesteld:
- Reizigers naar Berlijn kunnen alle delen van de stad makkelijk bereiken. Om dit te verwezenlijken moeten de belangrijkste stations zich op centrale punten in de stad bevinden én een goede aansluiting op het regionale en stedelijke vervoer hebben.
- Reizigers door Berlijn kunnen gemakkelijk overstappen of snel de stad doorkruisen (indien zij niet overstappen).
- Er worden zo weinig mogelijk nieuwe spoorlijnen en stations gebouwd en er wordt zo weinig mogelijk (schaarse) ruimte in het stadscentrum gebruikt.

### Uitgangssituatie
Zoals in vele andere steden eindigden de spoorlijnen naar Berlijn sinds hun bouw in de 19e eeuw in kopstations aan de rand van het stadscentrum, zoals dat bijvoorbeeld in Parijs het geval is. Omdat deze situatie overstappen omslachtig maakt begon men de Berlijnse kopstations met elkaar te verbinden. Op deze manier ontstonden de volgende spoorlijnen door de stad:
- de Ringbahn, een ringlijn rond het stadscentrum met sporen voor zowel goederentreinen als de S-Bahn als gedeeltelijk voor reguliere personentreinen;
- de Stadtbahn, die de stad van oost naar west op een viaduct doorkruist, uitgerust met sporen voor langeafstandstreinen en de S-Bahn;
- de noord-zuidtunnel onder het stadscentrum, enkel S-Bahn.

Hierdoor kregen de kopstations een belangrijkere functie als overstapstation en konden treinen makkelijker door de stad geleid worden. In de Tweede Wereldoorlog werden de Berlijnse stations zwaar beschadigd en na de oorlog werden ze vrijwel alle gesloten. Hiertoe droeg in belangrijke mate bij dat de stations zich veelal in West-Berlijn bevonden, terwijl de spoorlijnen naar de omliggende DDR voerden, hetgeen het treinverkeer ernstig bemoeilijkte. Het doek viel voor de volgende kopstations:
- Anhalter Bahnhof (gesloten in 1952, gesloopt in 1960)
- Görlitzer Bahnhof (gesloten in 1951, gesloopt tussen 1962 en 1976)
- Lehrter Bahnhof (gesloten in 1951, gesloopt tussen 1957 en 1959)
- Nordbahnhof (eerder Stettiner Bahnhof, gesloten in 1952, gebouw deels behouden)
- Potsdamer Bahnhof (verwoest in de oorlog, niet herbouwd)

Het voormalige kopstation Ostbahnhof (eerder Schlesischer Bahnhhof) aan de Stadtbahn bleef in dienst; het Hamburger Bahnhof werd al in 1884 gesloten en een aantal andere kopstations werd reeds voor de oorlog enkel voor het goederenvervoer gebruikt.
Hierdoor werd het spoorwegverkeer in de Duitse hoofdstad geheel oost-west georiënteerd. De centrale rol werd vervuld door de Stadtbahn, waaraan Zoologischer Garten (in West-Berlijn) en Ostbahnhof (in Oost-Berlijn) zich tot de belangrijkste stations ontwikkelden; het Ostbahnhof werd in 1987 zelfs hernoemd tot Berlin Hauptbahnhof. Daarnaast was in het oosten van de stad een belangrijke rol weggelegd voor het station Berlin-Lichtenberg, waar treinen die om West-Berlijn werden heen geleid aankwamen en vertrokken.
Na de Duitse Hereniging reden bijna alle langeafstandstreinen van, naar en door Berlijn over de Stadtbahn, die daardoor snel de maximale capaciteit bereikte. Veel treinen moesten om deze reden eindigen in stations aan de rand van de stad. Daarnaast zorgde de exclusieve beschikbaarheid van de Stadtbahn ervoor dat veel treinen in noord-zuidrichting een omweg moesten maken.

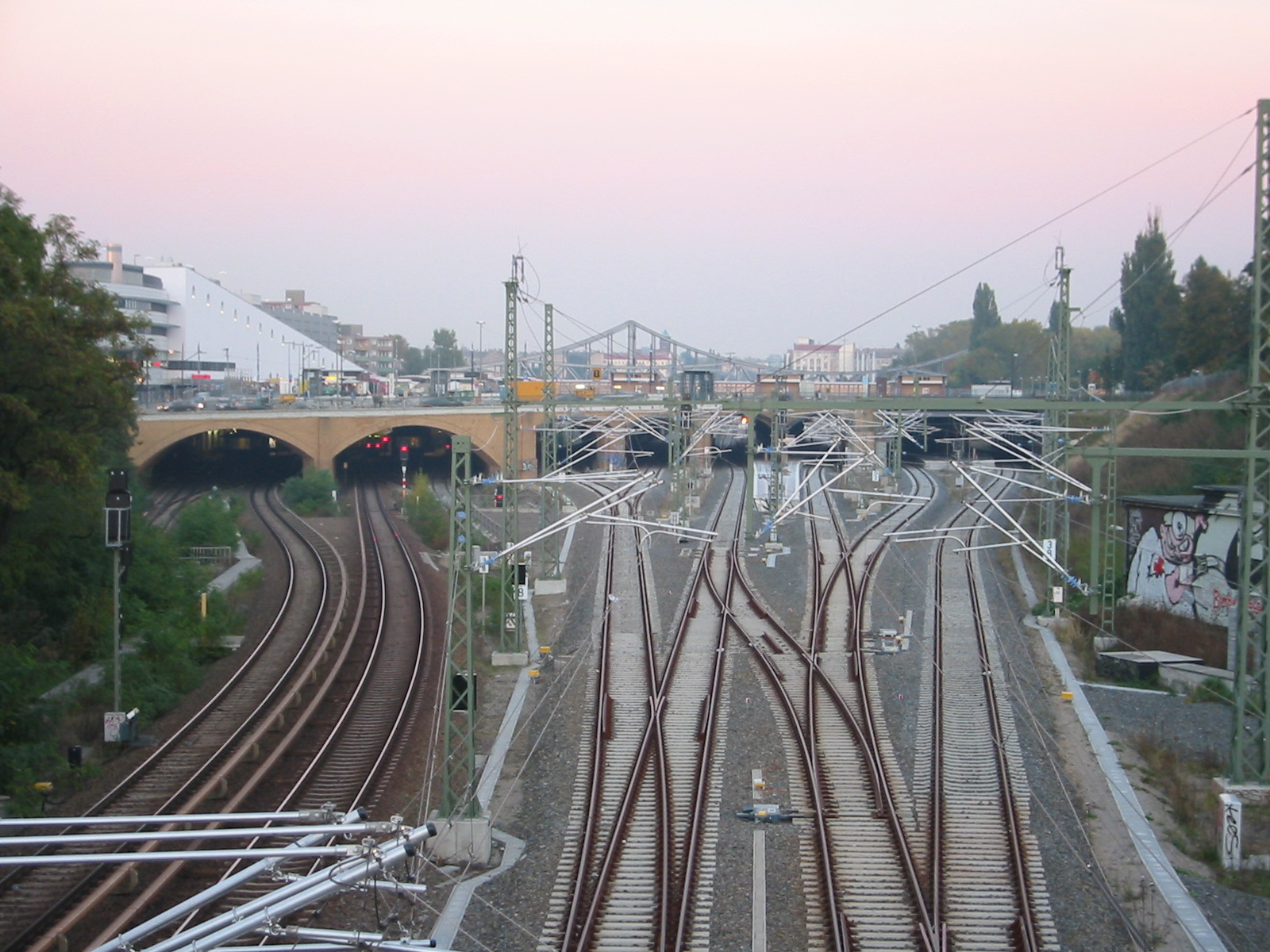
Gesundbrunnen: knooppunt van spoorwegen en S-Bahn

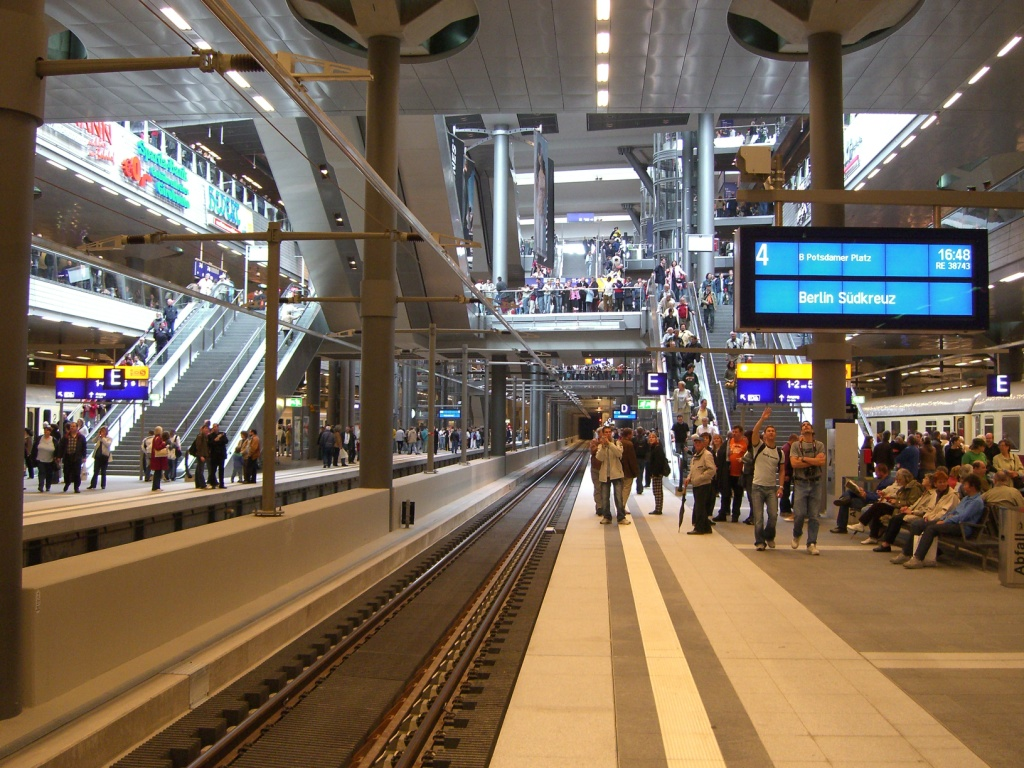
Tunnelniveau (noord-zuid) in Berlin Hauptbahnhof

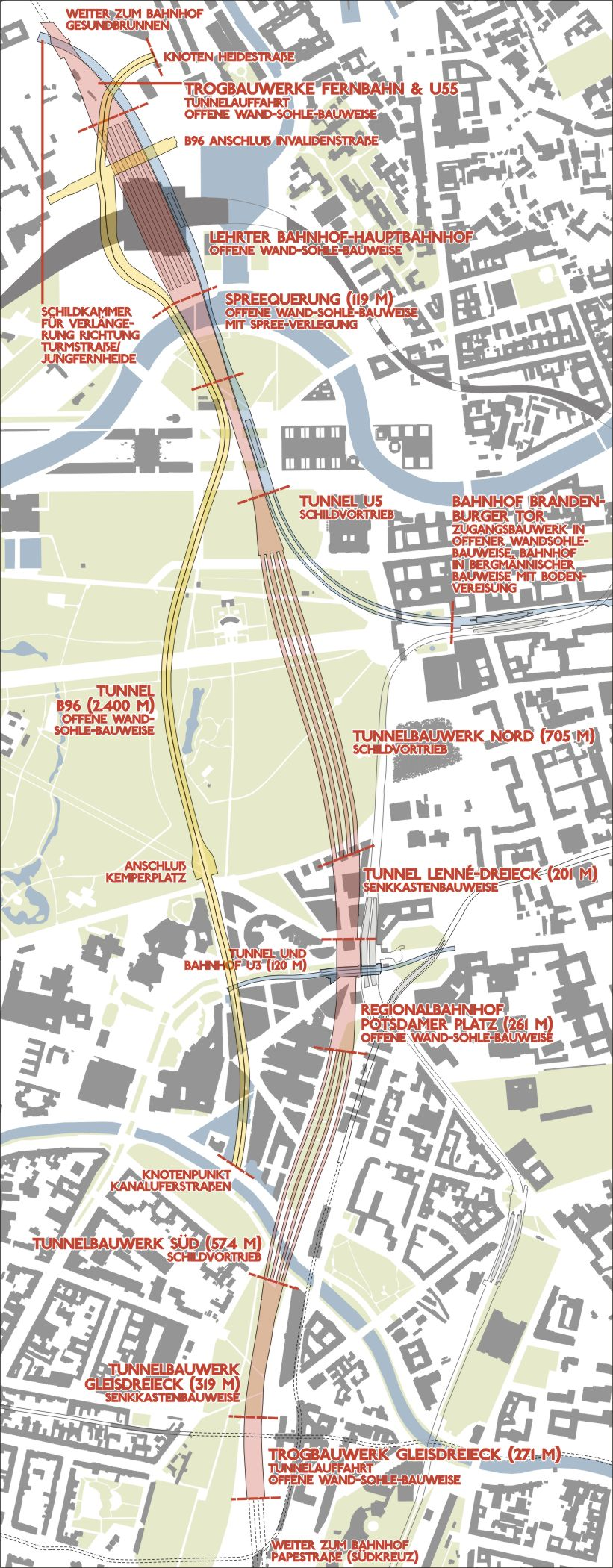
Tracé van de Tiergartentunnel

## Oplossing
De spil van het Pilzkonzept wordt gevormd door het Hauptbahnhof, waar alle langeafstandstreinen stoppen en dat gebouwd is op de kruising van de bestaande Stadtbahn en een nieuwe noord-zuidverbinding onder het centrum van de stad. De belangrijkste infrastructurele werken van het Pilzkonzept waren:
- de bouw van Berlin Hauptbahnhof;
- de bouw van een van noord naar zuid lopende spoortunnel (Tiergartentunnel), ten westen van de S-Bahntunnel;
- de aanleg (grotendeels herstel) van de op de Tiergartentunnel aansluitende sporen, parallel aan de ring- en noord-zuidlijnen van de S-Bahn;
- de ombouw van bestaande regionale en S-Bahnstations tot stations van het hoofdnet:
  - Gesundbrunnen op de noordoostelijke Ringbahn
  - Berlin-Spandau in het westen buiten de Ringbahn
  - Südkreuz (voorheen: Papestraße) op de kruising van de zuidelijke Ringbahn en de noord-zuidverbinding.

Daarnaast werd in de Tiergartentunnel het station Potsdamer Platz voor regionale treinen gebouwd. 
De tunnel en de Stadtbahn vormen de steel en de hoedrand van de "paddenstoel"; het dak wordt gevormd door de noordelijke Ringbahn. Treinen komend van Hamburg worden via Spandau over de noordelijke Ringbahn naar de noord-zuidtunnel geleid, waarna ze hun weg via Südkreuz in zuidelijke richting kunnen vervolgen richting Leipzig en Dresden. Treinen uit Mecklenburg rijden via Gesundbrunnen en het noordoostelijke deel van de Ringbahn naar de tunnel. Over de Stadtbahn blijven de treinen van en naar Maagdenburg, Potsdam en Frankfurt (Oder) rijden.
Met de invoering van de nieuwe dienstregeling op 28 mei 2006 verloor Berlin Zoologischer Garten zijn status als hoofdnetstation. Ondanks protesten van de lokale detailhandel en eerdere afspraken van de Deutsche Bahn met het Berlijnse stadsbestuur stoppen er sindsdien alleen regionale treinen. Het eveneens aan de Stadtbahn gelegen Ostbahnhof wordt nog wel aangedaan door langeafstandstreinen.

### Voordelen
- Treinen die Berlijn niet als eindpunt hebben kunnen op meerdere stations stoppen en de stad tegelijkertijd in een min of meer rechte lijn doorkruisen, zonder te hoeven keren.
- Iedere langeafstandstrein stopt in het Hauptbahnhof, zodat men daar komend uit elke richting in willekeurig andere richting kan overstappen.
- In het Hauptbahnhof en andere stations bestaat er een aansluiting op het regionale vervoer: in het Hauptbahnhof op vrijwel alle regionale treinen van de DB en op de S-Bahnlijnen van de Stadtbahn.
- Op de stations Gesundbrunnen en Südkreuz wordt er aansluiting geboden op zowel de S-bahnlijnen van de Ringbahn als op de noord-zuidverbinding van de S-bahn.
- Treinen uit het zuiden zoals Leipzig en Dresden hoeven niet meer de omweg via de toenmalige Berliner Außenring te maken.

### Nadelen en alternatieven
- De bouw van een geheel nieuw centraal station en een tunnel onder het stadscentrum was bijzonder kostbaar. De kosten werden verder opgestuwd doordat de Spree voor de bouw van de Tiergartentunnel verlegd moest worden, wat ook tot een overstroming van de tunnel leidde.
- De aanleg van de Tiergartentunnel stuitte op verzet bij milieuactivisten.
- Een belangrijk deel van de langeafstandstreinen (met name de ICE's uit Hamburg en Hannover) doorkruisen Berlijn van noord naar zuid. Om deze reden moesten de stations Gesundbrunnen en Südkreuz/Papestraße uitgebreid worden, terwijl de voorheen belangrijkste stations (Zoologischer Garten en Ostbahnhof) op de Stadtbahn liggen.
- Het Hauptbahnhof is niet aangesloten op de noord-zuidlijnen van de S-Bahn. Een dergelijke verbinding is wel gepland, maar om financiële redenen op de lange baan geschoven.
- Het stadsvervoer moest  gereorganiseerd worden om goede verbindingen met het Hauptbahnhof te bieden. Richting het oosten was weliswaar in 2009 een pendellijn van de metro tot Brandenburger Tor / Unter den Linden (U55) gereed gekomen, maar de verlenging tot de Alexanderplatz (aansluiting op de U5) liet tot december 2020 op zich wachten. De tram, die sinds de deling vooral het oosten van de stad ontsluit, rijdt sinds december 2014 naar het Hauptbahnhof.
- Sinds de deling van Berlijn heeft het metronetwerk zich in het westelijk deel veel sterker ontwikkeld. Maar ook na de bovenstaande verlenging van de metro U5 in 2020 biedt het Hauptbahnhof geen rechtstreekse metro's richting het westelijk deel van Berlijn. Maar rond 2025 gaan er weer langeafstandstreinen stoppen op Zoologischer Garten dat wel betere metro-aansluitingen naar het westelijk deel van de stad heeft.

Een alternatief zou uitbreiding van de Ringbahn met meerdere overstapstations geweest zijn, maar die optie zou betekend hebben dat treinen steeds op een groot aantal stations moeten stoppen om voldoende overstapmogelijkheden te bieden.